# Paul Nikolaus Cossmann
Paul Nikolaus Cossmann, född den 6 april 1869 i Baden-Baden, död den 18 oktober 1942 i Theresienstadt, var en tysk skriftställare. Han var son till Bernhard Cossmann.
Cossmann var sedan 1903 utgivare av tidskriften Süd-deutsche Monatshefte och ägnade där under 1920-talet stort utrymme åt studier om första världskrigets skuldfråga.